# 楊燦宇
楊 燦宇（ヤン・チャヌ、朝鮮語: 양찬우、1926年1月25日 - 2011年2月14日）は、 大韓民国の陸軍軍人、政治家。元慶尚南道知事、第29代内務部長官。第7・8・9・10代韓国国会議員。本貫は清州楊氏。号は東人（トンイン、동인）。

## 経歴
日本統治時代の釜山府（現・釜山広域市釜山鎮区）に生まれた。志願兵として日本軍に入隊。陸軍士官学校第3期、アメリカ合衆国陸軍歩兵学校、陸軍大学、慶熙大学校政治外交学科を経て同校経営大学院卒業。早稲田大学大学院国際政治学科修了。
陸軍歩兵第3連隊中隊長・大隊長、第11師団第20連隊長、第15師団副師団長を経て、1955年に陸軍准将、1956年に陸軍教育総本部作戦教育処処長、1959年4月に第32師団長、同年8月に陸軍少将、12月に第21師団長、東南アジア地域軍事使節を歴任した。5・16軍事クーデター直後の1961年8月から1963年12月までは現役軍人として慶尚南道知事、慶尚南道体育会会長を務め、在職中の1962年に管内の釜山市が直轄市に昇格した。1963年12月18日に陸軍少将として予備役に編入した後に内務部次官に任命され、1964年5月の内閣改造で第29代内務部長官に任命された。
1966年に第7代総選挙へ出馬のために内務部長官職を辞任し、民主共和党党務委員に委嘱された。1967年の同選挙で民主共和党の公認で当選し国会議員となったが、その後除名され、無所属議員として国会常任委員会内務委員を務め、共和党から除名された議員のグループである政友会にも参加した。1971年の第8代総選挙の直前に政友会を脱退し、再び民主共和党に入党した。国会議員を連続4期務めたほか、第8代国会文教公報委員長、第10代国会内務委員長、民主共和党釜山市支部委員長・運営委員・諮問委員会委員・事務総長、韓国国民党創党準備委員会副委員長・釜山地区党委員長・顧問・副総裁を歴任した。
1981年の第11代総選挙で落選した後、しばらくは南カリフォルニア大学で客員研究員を務めた。帰国後は第12代総選挙で一時国民党の公認を受けたものの、離党し無所属で出馬し、再び落選した。1987年に金鍾泌系の新民主共和党に入党し、党総裁党務担当特別補佐官・副総裁を務めたが、第13代総選挙でまた落選した。1995年に自民連常任顧問をもって政界を引退した。他には韓国ニュージーランド議員協会会長、援護奨学会理事、東明奨学会理事、韓国海洋大学校期成会長、韓国外国語大学校理事、マウル文庫本部会長などを歴任した。
2011年2月14日、86歳で亡くなった。